# Gerardo Camps Devesa
Gerardo Camps Devesa (Barcelona, 30 de juny de 1963) és un polític valencià del Partit Popular. Ha sigut vicepresident segon de la Generalitat Valenciana (2007-2011) i Conseller d'Economia, Hisenda i Ocupació (2003-2011). Actualment és diputat al Congrés dels Diputats per la circumscripció d'Alacant des de les eleccions generals de 2011.

## Biografia
Gerardo Camps és llicenciat en Dret per la Universitat de València i advocat col·legiat des del 1988. Ha estat diputat al Congrés dels Diputats per la província de València en la V, VI i VII legislatura de l'etapa democràtica. Al Govern d'Espanya, ostentà el càrrec de Secretari d'Estat de la Seguretat Social des del 2000 fins al 2003, siguent Ministre de Treball i Assumptes Socials Juan Carlos Aparicio Pérez en una primera etapa, i després l'exPresident de la Generalitat Valenciana Eduardo Zaplana.
Al Consell de la Generalitat Valenciana, ha dirigit des de la seua entrada al mateix (2003) fins al 2011 la Conselleria d'Economia, Hisenda i Ocupació, sota la presidencia de Francesc Camps. Ha estat diputat a les Corts Valencianes a les eleccions de 2007 i 2011.
En aquesta darrera legislatura el reelegit president Francesc Camps no tornà a confiar amb Gerardo Camps per al seu govern de tal manera que fou destinat al Senat per designació de les Corts Valencianes. Durant uns mesos que combinà aquestes tasques amb les de diputat a les Corts Valencianes, fins que a les eleccions generals de novembre del mateix any fou elegit diputat al Congrés de Diputats d'Espanya, motiu pel qual hagué de dimitir dels altres càrrecs.